# 八级工资制
八级工资制是计划经济的一种工资等级制度。按照生产劳动的复杂程度和技术的熟练程度将工资分为八个等级。苏联从1926年起开始实行八级工资制。中国东北地区从1950年开始实行八级工资制，到1956年中国企业工人都实行八级工资制。
1980年代后，中国各地推行结构工资制等取代八级工资制。